# Yvonne Rozille
Yvonne Rozille, née Marie-Yvonne Gilberte Rouzille  le 5 janvier 1900 à Commentry et morte le 1er décembre 1985  à Grasse, est une comédienne française.

## Biographie
Tout en travaillant dans l'administration des postes, Yvonne Rozille étudie le chant et le théâtre à Paris.
Elle débute rapidement dans l'opérette et poursuit sa carrière au théâtre et au cinéma.
En 1937, elle épouse Georges Gaillard, préfet honoraire et codirecteur du Théâtre du Vaudeville, fondateur de la Revue de Hollande.

## Filmographie
- 1931 : Ma tante d'Honfleur d'André Gillois
- 1931 : Mariage d'amour d'Henri Diamant-Berger (court-métrage)
- 1932 : Clair de lune d'Henri Diamant-Berger : Berthe Lydiane
- 1935 : La Route heureuse de Georges Lacombe : Tante Anna
- 1935 : L'École des vierges de Pierre Weill
- 1935 : Le Train d'amour de Pierre Weill
- 1935 : La Coqueluche de ces dames de Gabriel Rosca
- 1936 : Tout va très bien madame la marquise de Henry Wulschleger
- 1936 : La Madone de l'Atlantique de Pierre Weill
- 1937 : Un soir à Marseille de Maurice de Canonge
- 1937 : Arsène Lupin détective d'Henri Diamant-Berger
- 1937 : La Fessée de Pierre Caron : Princesse Henriette
- 1938 : L'Avion de minuit de Dimitri Kirsanoff
- 1939 : Le Moulin dans le soleil de Marc Didier
- 1939 : Face au destin d'Henri Fescourt
- 1939 : Louise d'Abel Gance : Une cliente
- 1939 : Sidi-Brahim de Marc Didier
- 1945 : Mensonges de Jean Stelli : Madame Dumontel
- 1949 : Manèges d'Yves Allégret
- 1963 : Faites sauter la banque ! de Jean Girault